# Нелінійна акустика

Нелінійність при поширенні ультразвукової хвилі через тканини при високих амплітудах

Нелінійна акустика — це розділ фізики та акустики, що має справу зі звуковими хвилями досить великих амплітуд. Великі амплітуди вимагають використання повних систем характеристичних рівнянь гідродинамики (для звукових хвиль у рідинах та газах) та пружності (для звукових хвиль у твердих тілах). Ці рівняння, як правило, нелінійні, і їх традиційна лінеаризація неможлива. Розв'язки цих рівнянь показують, що через властивості нелінійності звукові хвилі спотворюються під час руху.

## Вступ
Звукова хвиля поширюється крізь матеріал у міру локалізованої зміни тиску. Збільшення тиску газу або рідини збільшує його локальну температуру. Локальна швидкість звуку в матеріалі зростає зі збільшенням температури; в результаті хвиля рухається швидше під час фази коливань високого тиску, ніж під час фази нижчого тиску. Це впливає на структуру частоти хвилі; наприклад, у спочатку плоскій одночастотній синусоїдальній хвилі  піки хвилі рухаються швидше, ніж нижні точки, і імпульс стає в цілому більше схожим на пилкоподібну хвилю. Іншими словами, хвиля спотворюється. При цьому вводяться інші частотні компоненти, які можна описати рядами Фур'є. Це явище характерне для нелінійної системи, оскільки лінійна акустична система реагує лише на частоту руху. Це завжди відбувається, але завдяки ефектам геометричного розповсюдження та поглинання,  лінійна поведінка зазвичай переважає (бо вдається подолати спотворення), а нелінійне поширення звуку відбувається лише для дуже великих амплітуд і лише поблизу джерела.
Крім того, хвилі різної амплітуди створюватимуть різні баричні градієнти, сприяючи нелінійному ефекту.

## Фізичний аналіз
Зміни тиску в середовищі призводять до того, що енергія хвилі переходить до коливань з вищою частотою. Оскільки стихання, як правило, зростає з частотою, з'являється протидія, яка змінює характер нелінійного ефекту на відстані. Для опису рівня нелінійності матеріалів можна задати параметр нелінійності, {\displaystyle B/A}. Значення {\displaystyle A} і {\displaystyle B} — коефіцієнти доданків першого та другого порядку розкладу ряду Тейлора, — як відношення тиску  матеріалу до його щільності. Ряд Тейлора має більшу кількість доданків, а отже, і більше коефіцієнтів (C, D, ...), але вони застосовуються рідко. Типові значення параметра нелінійності в біосередовищах наведені в наступній таблиці.
| Матеріал        | {\displaystyle B/A} |
| --------------- | ------------------- |
| Кров            | 6.1                 |
| Мозок           | 6.6                 |
| Жир             | 10                  |
| Печінка         | 6.8                 |
| М'язи           | 7.4                 |
| Вода            | 5.2                 |
| Одноатомний газ | 0,67                |

У рідинах зазвичай використовується модифікований коефіцієнт, відомий як {\displaystyle \beta =1+{\frac {B}{2A}}}.

## Математична модель

### Характеристичні рівняння для виведення рівняння Вестервельта
Неперервність:
{\displaystyle {\frac {\partial \rho }{\partial t}}+\nabla \cdot (\rho {\textbf {u}})=0}
Збереження імпульсу:
{\displaystyle \rho \left({\frac {\partial {\textbf {u}}}{\partial t}}+{\textbf {u}}\cdot \nabla {\textbf {u}}\right)+\nabla p=(\lambda +2\mu )\nabla (\nabla \cdot {\textbf {u}})}
зі збуренням розкладу Тейлора на щільність:
{\displaystyle \rho =\sum _{0}^{\infty }\varepsilon ^{i}\rho _{i}}
де ε - параметр збурення; рівняння стану має вигляд:
{\displaystyle p=\varepsilon \rho _{1}c_{0}^{2}\left(1+\varepsilon {\frac {B}{2!A}}{\frac {\rho _{1}}{\rho _{0}}}+O(\varepsilon ^{2})\right)}
Якщо опустити другий член у розкладі Тейлора, то можна отримати рівняння в'язкої хвилі. Якщо його зберегти, то нелінійний доданок у тиску з’являється у рівнянні Вестервельта.

### Рівняння Вестервельта
Загальне хвильове рівняння, яке враховує нелінійність до другого порядку, задається рівнянням Вестервельта.
{\displaystyle \,\nabla ^{2}p-{\frac {1}{c_{0}^{2}}}{\frac {\partial ^{2}p}{\partial t^{2}}}+{\frac {\delta }{c_{0}^{4}}}{\frac {\partial ^{3}p}{\partial t^{3}}}=-{\frac {\beta }{\rho _{0}c_{0}^{4}}}{\frac {\partial ^{2}p^{2}}{\partial t^{2}}}}
де {\displaystyle p} - звуковий тиск, {\displaystyle c_{0}} - мала швидкість звуку сигналу, {\displaystyle \delta } - дифузійність звуку, {\displaystyle \beta } - коефіцієнт нелінійності та {\displaystyle \rho _{0}} - щільність навколишнього середовища.
Де дифузійність звуку отримано:
{\displaystyle \,\delta ={\frac {1}{\rho _{0}}}\left({\frac {4}{3}}\mu +\mu _{B}\right)+{\frac {k}{\rho _{0}}}\left({\frac {1}{c_{v}}}-{\frac {1}{c_{p}}}\right)}
де {\displaystyle \mu } - зсувна в'язкість, {\displaystyle \mu _{B}} об'ємна в'язкість, {\displaystyle k} теплопровідність, {\displaystyle c_{v}} і {\displaystyle c_{p}} питома тепломісткість при постійному об’ємі та тиску відповідно.

### Рівняння Бюргерса
Рівняння Вестервельта можна спростити, щоб отримати одновимірну форму, припускаючи, що хвилі поширюються суто вперед та використовується трансформація координат у рамках часу затримки:
{\displaystyle {\frac {\partial p}{\partial z}}-{\frac {\beta }{\rho _{0}c_{0}^{3}}}p{\frac {\partial p}{\partial \tau }}={\frac {\delta }{2c_{0}^{3}}}{\frac {\partial ^{2}p}{\partial \tau ^{2}}}}
де {\displaystyle \tau =t-z/c_{0}} є часом з затримкою. Це відповідає рівнянню Бюргерса:
{\displaystyle {\frac {\partial y}{\partial t'}}+y{\frac {\partial y}{\partial x}}=d{\frac {\partial ^{2}y}{\partial x^{2}}}}
в полі тиску (y = p), з математичною "змінною часу":
{\displaystyle t'={\frac {z}{c_{0}}}}
і з "просторовою змінною":
{\displaystyle x=-{\frac {\rho _{0}c_{0}^{2}}{\beta }}\tau }
і негативний коефіцієнт дифузії:
{\displaystyle d=-{\frac {\rho _{0}c_{0}}{2\beta ^{2}}}\delta } .
Рівняння Бюргерса є найпростішим рівнянням, яке описує поєднані ефекти нелінійності та втрати за поширення біжучих хвиль.

### Рівняння KZK
Доповнення до рівняння Бюргерса, яке враховує поєднані ефекти нелінійності, дифракції та поглинання в спрямованих звукових пучках, описується рівнянням Хохлова – Заболотської – Кузнєцова (KZK), названого на честь Рема Хохлова, Євгенії Заболоцької та В.П. Кузнецова. Розв'язки цього рівняння зазвичай використовують для моделювання нелінійної акустики.
Якщо вісь {\displaystyle z} знаходиться у напрямку шляху звукового променя і пряма {\displaystyle (x,y)} перпендикулярна до нього, то рівняння KZK можна записати як:
{\displaystyle \,{\frac {\partial ^{2}p}{\partial z\partial \tau }}={\frac {c_{0}}{2}}\nabla _{\perp }^{2}p+{\frac {\delta }{2c_{0}^{3}}}{\frac {\partial ^{3}p}{\partial \tau ^{3}}}+{\frac {\beta }{2\rho _{0}c_{0}^{3}}}{\frac {\partial ^{2}p^{2}}{\partial \tau ^{2}}}}
Рівняння можна розв’язати для конкретної системи, використовуючи скінченні різниці. Розв'язки показують як звуковий промінь спотворюється при проходженні через нелінійне середовище.

## Поширені випадки

### Звуковий удар
Нелінійна поведінка атмосфери призводить до зміни форми хвилі в звуковому ударі. Як правило, це робить удар більш "різким" або раптовим, оскільки пік високої амплітуди рухається до хвильового фронту.

### Ультразвукові хвилі
Через відносно велике відношення амплітуди до довжини хвилі, ультразвукові хвилі зазвичай демонструють нелінійну поведінку поширення. Наприклад, нелінійна акустика є сферою інтересів для медичної акустики, оскільки її можна використовувати для отримання кращої якості зображення.